# 나카시마 신호장
나카시마 신호장(일본어: 中島信号場)은 일본 후쿠오카현 야나가와시에 위치한 서일본 철도 덴진오무타 선의 신호장이다.

## 개요
니시테쓰나카시마 역은 야베 강을 건넌 구름다리 위에 위치하고, 역 구내에 교행 시설을 갖출 수 없기 때문에 구름다리에서 후쿠오카(덴진) 방향의 위치에 설치된 것이 나카시마 신호장이다. 현재 니시 테쓰의 유일한 신호장이다. 구내는 일선 스루식으로 대피선은 후쿠오카, 오무타 방향 모두 출발 신호를 갖추었고, 교행과 추월(대피)이 가능하게 되어 있다. 현재 운행에서는 교행만 이루어져, 본 신호장에서 대피하는 열차는 존재하지 않는다.

## 역 주변
- 국도 제208호선
- 야베 강

## 인접역
| 서일본 철도 ■ 덴진오무타 선               | 서일본 철도 ■ 덴진오무타 선 | 서일본 철도 ■ 덴진오무타 선      |
| ----------------------------------------- | --------------------------- | -------------------------------- |
| T41 시오쓰카 니시테쓰 후쿠오카(덴진) 방면 |                             | 니시테쓰나카시마 T42 오무타 방면 |